# Angry Birds 2 (film)
Angry Birds 2 (în engleză The Angry Birds Movie 2) este un film 3D animat pe calculator de comedie din 2019 bazat pe seria de jocuri video Angry Birds de Rovio Entertainment, produs de Columbia Pictures, Sony Pictures Animation și Rovio Entertainment și distribuit de Sony Pictures Releasing. Continuarea Angry Birds (2016), filmul a fost regizat de Thurop Van Orman (în debutul său regizoral) și co-regizat de John Rice de la un scenariu de Peter Ackerman, Eyal Podell și Jonathon E. Stewart. Este o coproducție internațională între Finlanda și Statele Unite. Jason Sudeikis, Josh Gad, Danny McBride, Bill Hader și Peter Dinklage revin la rolurile lor din primul film, cu noi-veniții Leslie Jones, Rachel Bloom, Awkwafina, Sterling K. Brown și Eugenio Derbez alăturându-se distribuției de dublaj de ansamblu. În acest film, păsările sunt nevoite să se alieze cu porcii să oprească liderul Insulei Vulturului de la a distruge ambele insule ale lor.
Heitor Pereira a revenit să compună scorul muzical, cu artiști precum Kesha și Luke Combs contribuind cu cântece pentru film. De asemenea, sunt prezentate cântece clasice de pop din anii 1960 până în anii 2000, ca în primul film.
Angry Birds 2 a fost lansat la cinematografe în Irlanda pe 7 august 2019 și în Statele Unite pe 14 august. A încasat $152,8 milioane pe un buget de $65 milioane. A primit recenzii mixte din partea criticilor, care însă l-au apreciat ca o îmbunătățire față de primul film. O continuare, The Angry Birds Movie 3, este programată pentru lansare pe 29 ianuarie 2025, cu Paramount Pictures preluând ca distribuitor.
În limba română Andreea Gramoșteanu este vocea lui Zeta.